# Système technique
Un système technique est un grand ensemble de cohérences qui se tissent à une époque donnée entre différentes techniques et qui constituent un stade plus ou moins durable de l’évolution des techniques. Ainsi chaque époque serait caractérisée par une synergie entre quelques techniques fondamentales créant ainsi une économie spécifique, avec un ensemble de techniques affluentes qui sont complémentaires et cohérentes les unes avec les autres.
François Caron définit le système technique ainsi : 

« [il s'agit d'une notion qui] a pour ambition d'exprimer l'interdépendance étroite qui relie entre elles les différentes composantes de la technologie à un moment donné de l'histoire. »

Les limites structurelles se font sentir à la fin de la période d'expansion du système : ce moment se caractérise soit par la difficulté d'accroître les quantités, soit par la difficulté de baisser les coûts de production, soit encore par l'impossibilité de diversifier les productions.
Ce concept est développé par Bertrand Gille dans Histoire des techniques. Il fournit des repères pour l’étude de l’histoire des techniques en évitant les interprétations simplistes du type :
- « Avec l'éolipyle d'Héron d'Alexandrie, les Grecs sont passés à côté de la machine à vapeur » : ils ne disposaient pas des techniques affluentes nécessaires comme pour la production de la tôle ou encore la connaissance du vide et de la condensation.

## Les systèmes bloqués

### Le monde musulman
Au Moyen Âge, le contexte politico-religieux de l'expansion arabo-musulmane sera favorable aux sciences et techniques qui connaîtront ainsi un véritable âge d’or. En s’appuyant sur les techniques de l’occupé, les arabo-musulmans profiteront largement des acquis des peuples soumis (textile, techniques d’aménagement hydraulique…). L’industrie du papier est certainement la plus emblématique de l’expression technique arabo-musulmane et produira quelques bouleversements sociaux caractéristiques de l’évolution d’un système technique. L’acclimatation d’espèces végétales permettra à l’agriculture méditerranéenne de sortir de l’antique triade blé / vigne / olivier. Enfin, la technique s’enrichira de façon originale au contact de l’art islamique dans des domaines tels que les arts du feu ou encore les applications de la géométrie.

## Le Moyen Âge

### Le champ des innovations

#### Navigation et cartographie
En 1270, on voit arriver le portulan, document associant descriptions écrites et cartographiques, utiles à la navigation pour la connaissance des routes maritimes mais aussi des ports et des dangers qui pouvaient les entourer : courants, bas-fonds... Les portulans étaient grossièrement dessinés, les détails ne s'attachant qu'à ce qui avait de l'importance pour la navigation. Le plus ancien portulan d'origine occidentale connu est la Carte dite "pisane". La carte est orientée sur le nord magnétique, son utilisation étant liée à celle de la boussole. Elle n'a ni projection apparente ni coordonnées géographiques. L'échelle est donnée dans un cercle, situé à droite du document, dans la partie la plus étroite du vélin qui correspond au cou de l'animal. La carte est couverte par deux réseaux de lignes de rhumb qui s'ordonnent sur deux cercles tangents, chacun des cercles comportant seize points nodaux disposés à intervalles réguliers. Ces cercles figurés sur la "Carte pisane" seront implicites sur les documents postérieurs. Les lignes de rhumb permettaient aux navigateurs de choisir au départ le rhumb de vent qui leur convenait et, une fois en haute mer, de faire le point en reportant sur la carte la distance qu'ils estimaient avoir parcourue dans une direction donnée.
Pietro Vesconte (génois) a produit en 1313 le plus ancien atlas maritime conservé. la feuille de l'atlas de Vesconte est orientée l'est en haut.
Vers 1180, Les Européens découvre les vertus des aiguilles aimantées qui indiquent le Nord magnétique. La première boussole européenne était la calamite ou marinette. Il s’agissait d'une aiguille aimantée renfermée dans une fiole de verre à moitié remplie d'eau : elle flottait posée sur deux morceaux de paille. la boussole à pivot tel que nous la connaissons n’arrive en Europe qu’au XIIIe siècle.
Au XIIIe siècle, le gouvernail d'étambot fait son apparition sur toutes les caravelles européennes. Fixé à l'arrière d'une caravelle par des charnières, il donnait un meilleur contrôle sur la direction du navire et réduisait l'espace nécessaire aux manœuvres tournantes.
À partir du XIIIe siècle, sur les cartes marines sont indiqués les rhumb ou rumb. Une boussole possède 32 graduations qui indiquent une direction, on appelle chacune d’entre elles rumb. Ainsi que la loxodromie qui est une courbe qui coupe les méridiens sous un angle constant.
En 1492, Christophe Colomb remarque que la déclinaison magnétique varie d’un point à l’autre du globe. La déclinaison magnétique est l’angle formé par le méridien magnétique et le méridien géographique en un point de la surface de la Terre.
L’astrolabe fait son arrivée vers le XIIIe siècle, mais il n’est pas utilisé sur les embarcations en premier lieu, car son utilisation n’est pas simple. L’astrolabe peut servir, à mesurer, le temps, peut servir de boussole, et à bien d’autres choses.
L'emploi du quadrant à bord des bateaux est simple : l'utilisateur pointe le quadrant vers l'astre à observer, jusqu'à ce qu'il le capte à travers les fentes des deux pinnules. On trouve la mesure d'après la valeur indiquée par le fil à plomb sur l'échelle du quart de cercle, gradué de 0° à 90°. Bien que la navigation en ait usé certainement bien avant, il faudra attendre le milieu du XVe siècle pour trouver.

## Les systèmes classiques

### Le système classique de la Renaissance

#### Le système bielle-manivelle
À l’aube de la Renaissance, l’héritage technique des mécaniciens grecs est enrichi d’une innovation majeure, le système bielle-manivelle qui permet de transformer un mouvement circulaire continu en un mouvement rectiligne alternatif et vice versa (1). Il autorise l’apparition d’un machinisme d’un genre nouveau, d’abord de petite taille avec les machines à pédales qui libèrent la main de l’ouvrier, comme le tour, la meule ou encore le rouet (1470). L’interdiction de ce dernier, longtemps inscrite dans les règlements de corporations  montre combien cette innovation était  pertinente parce que déstabilisante. Viendront ensuite des machines de plus grande taille actionnées par les roues des moulins, comme la scie hydraulique (Francesco di Giorgio Martini), la pompe aspirante et foulante (XVIe siècle) ou encore le marteau hydraulique qui permet de forger des pièces de grande dimension.

#### Les techniques d’exploitation

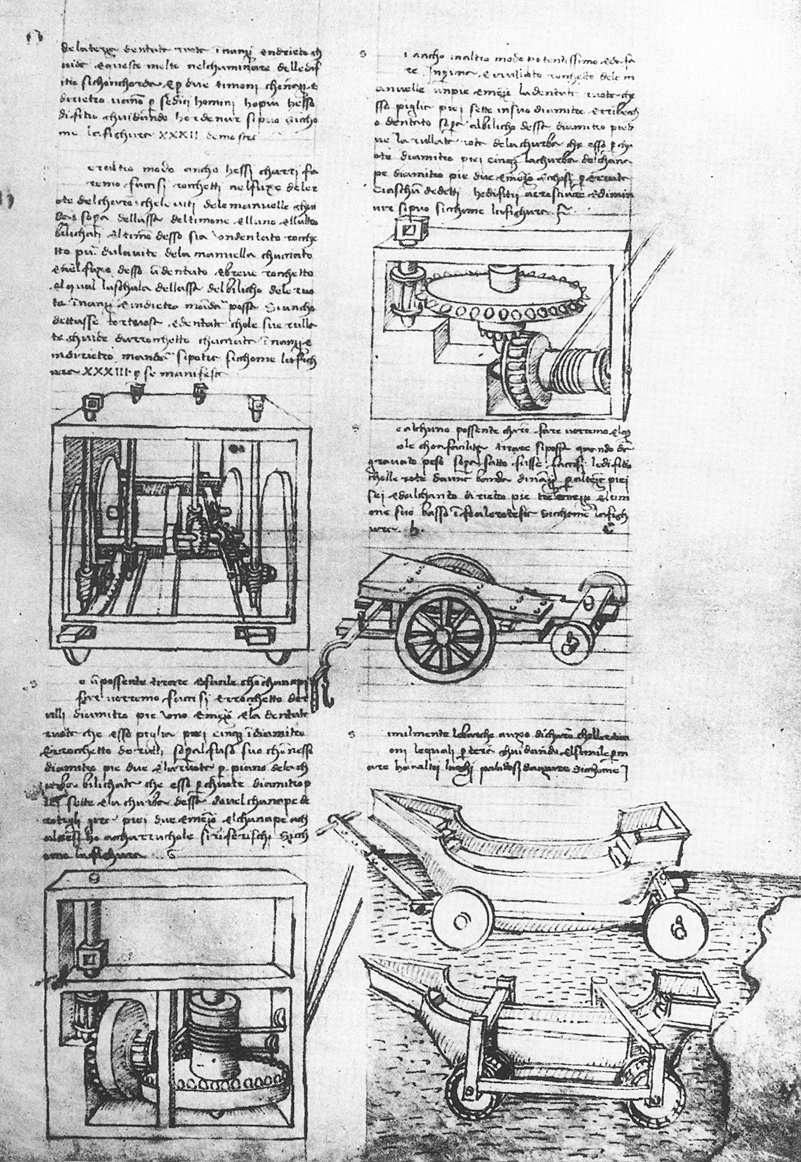
Extrait du carnet de Francesco di Giorgio Martini - 1470

Avec l’épuisement des filons superficiels, l’exploitation des sous-sols se heurte à deux problèmes majeurs qui menaceront d’être bloquants dans un contexte d’amélioration des techniques d’abattage (utilisation des explosifs) : l’évacuation des stériles et du minerai et surtout l’exhaure de l’eau des galeries. Les progrès du machinisme permettront de dépasser les limites fixées par le treuil à bras. Ainsi apparaîtront à la fin du XVe siècle, avec un développement au cours du XVIe siècle, des chaînes à godets, des pompes mues par les roues des moulins ou encore diverses machines de remontée hydrauliques (Georgius Agricola 1556). Cette période coïncide aussi avec un besoin monétaire accru qui poussera l’homme le long des côtes de l’Afrique, et bientôt d’Amérique, tout comme à l’ouverture et à la réouverture de mines de métaux précieux comme ce fut le cas en Europe centrale (Saxe, Hongrie) et dans les Balkans.

#### L’énergie hydraulique
Les progrès de l’hydraulique seront alors nécessaires pour augmenter le rendement et par la même l’énergie disponible pour faire fonctionner cette machinerie nouvelle. L’amélioration de la roue des moulins avec la forme des aubes, l’angle d’attaque (Léonard de Vinci), les moulins à roue horizontale (Anonyme de la Guerre hussite vers 1430) ou encore les premières réflexions sur ce qui donnera plus tard les turbines (Francesco di Giorgio Martini) attestent de l’enjeu que constitue la maîtrise de la principale énergie alors utilisée.

#### La métallurgie
Le procédé direct de production du fer (bas fourneau) sera progressivement remplacé par le four à masse et bientôt le haut fourneau (fin du XVe siècle). Pour être agrandi, et donc produire plus de métal, il doit être ventilé ce que permet le développement des souffleries utilisant l’énergie hydraulique. En donnant de la fonte, et non plus directement du fer comme avec le bas fourneau, il imposera une nouvelle étape, l’affinage qui donnera aussi un fer plus facile à travailler avec pour corollaire le développement du machinisme sidérurgique (marteau hydraulique, laminoir qui donnera la tôle, tréfilerie…). D’autre part, cette fonte (longtemps appelée fer coulé) permettra de mouler des engrenages pour s’affranchir enfin du fonctionnement chaotique et des problèmes d’usure des mécanismes jusque-là construits en bois, mécanismes qui gagneront au passage en puissance et en vitesse.
À la même époque, et sur les mêmes bases, se développeront l’industrie papetière, la verrerie ou encore les filatures.

#### En forme de bilan finXVIesiècle
L’observateur de la fin du XVIe siècle aura sans doute noté que les temps avaient décidément bien changés :
- Usage généralisé d’un métal à la fois plus abondant et d’une qualité nouvelle
- Machinisme d’un genre nouveau gagnant en puissance, rapidité et fiabilité
- Exploitation des ressources minières accrue et mécanisée
- Utilisation courante de l’énergie hydraulique

C’est bien un nouveau système technique qui est né sous les yeux de l’homme de la Renaissance, dans la mesure où les inventions nouvelles constituent autant de techniques « affluentes » qui seront complémentaires et en cohérence les unes avec les autres. Comme tel ce système, qui persistera jusqu’au milieu du XVIIIe siècle, permettra l’accroissement de la production en volume, sa diversification ainsi que la réduction des coûts de fabrication. Il entraînera l’adoption d’un système social correspondant pour être finalement le terreau d’un capitalisme naissant et le tombeau du régime féodal qui n’aura pas su s’inscrire dans cette mutation en profondeur.

## Grappes d'innovations et cycles économiques

### La première révolution industrielle
La notion de système technique, séduisante par sa simplicité, s'applique mal à la première industrialisation.
En effet, la notion de système technique fait ici coexister des techniques qui ne sont pas synchrones.
Ainsi, le système technique de la première révolution industrielle reposerait selon Bertrand Gille sur la machine à vapeur, la houille, le fer, le chemin de fer, et les industries textiles. Or, le bois a été pendant la moitié du XIXe siècle une source d'énergie plus importante que la houille en France et aux États-Unis et il reste un matériau majeur pour la construction.
Ce n'est qu'à partir des années 1840 que le fer sera utilisé pour la construction de grands navires. De plus ce n'est qu'à la fin de la première révolution industrielle que les chemins de fer, comme le bateau à vapeur n'atteignent leur maturité.

### Une évolution globale
Les innovations les plus connues des débuts de la première révolution industrielle sont surtout liées au secteur cotonnier et à l’industrie métallurgique, toutefois il serait illusoire de penser que l’évolution de ces quelques secteurs puisse à elle seule expliquer l’inflexion durable du rythme de la croissance économique. Cette dernière passe, d’après les travaux d’Angus Maddison, d’une moyenne de 0,2 % sur les siècles suivant la Renaissance, à 1,2 % à partir du XIXe.
En fait, certaines innovations ont su stimuler toute l’économie. La spinning jenny par exemple, outil dédié à filer le coton, a eu un impact décisif sur l’ensemble de l’économie britannique car elle a pu se répandre à un prix modique à un très grand nombre de travailleurs à domicile. En fait ce n’est pas l’innovation en elle-même, mais plutôt son adéquation avec le système organisationnel et technique de l’époque qui explique son succès. C’est l’organisation de l’économie dans un contexte de proto-industrialisation marqué par une importance cruciale du travail à domicile (voir Domestic system), l’adaptation de la machine à cette organisation, qui explique le retournement historique qu’elle a pu opérer.
Sur la base de cet exemple, on peut conclure que le grand tournant de la révolution industrielle ne se doit pas à quelques grandes inventions isolées, comme la machine à vapeur de James Watt ; mais à l’ensemble des interactions profitables entre toutes ses innovations. L’économiste Mc Closkey a par exemple montré que sur la période 1760-1860, les 6 secteurs moteurs (coton, laine, métallurgie, aménagement des canaux, chemin de fer, marine marchande) de l’économie britannique ne pouvaient rendre compte que de 44 % des progrès de la productivité. L’industrialisation est donc marquée par un progrès généralisé touchant un grand nombre de secteurs qui s’entraînent les uns les autres.
C’est cette dynamique vertueuse qui permet de décrire ce que Bertrand Gilles appelle un système technique, c’est-à-dire toute une série de techniques interdépendantes entre secteurs économiques clés. Le perfectionnement de la machine à vapeur de Thomas Newcomen et Thomas Savery par James Watt est permis par les progrès de l’industrie métallurgique et des pièces alésées fournies par John Wilkinson. De cette manière, le chemin de fer aura une influence décisive sur l’évolution de la sidérurgie et inversement : la métallurgie classique obligeait à changer régulièrement les rails soumis au passage des trains. C’est le convertisseur Bessemer de 1856 qui permettra la fabrication d’un acier plus résistant qui répondra à ce problème.